# Indiai függetlenségi mozgalom
Az Indiai függetlenségi mozgalom célja először a Brit Kelet-indiai Társaság, majd a brit gyarmati uralom alól való felszabadulás volt. A függetlenségi mozgalomnak nemzeti és regionális szakaszai is voltak.

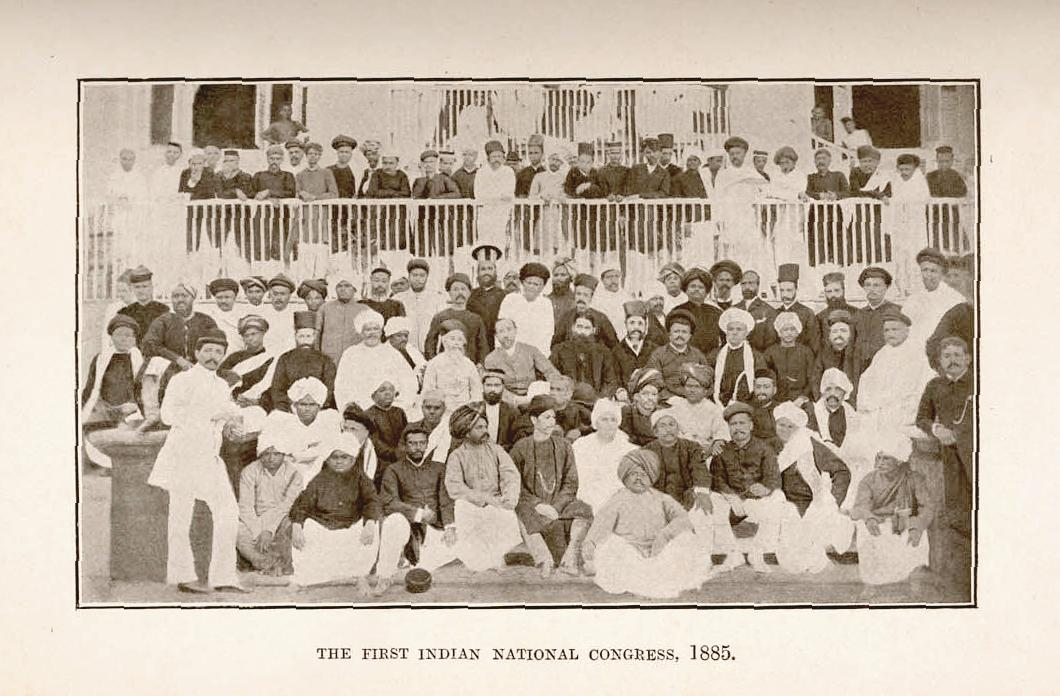
Az Indiai Nemzeti Kongresszus első gyűlésére érkező küldöttek Bombayben, 1885.

1885-ben alakult meg az Indiai Nemzeti Kongresszus (INC), melynek mérsékelt vezetői eleinte csak az Indiai Közszolgálat tevékenységében kívántak részt venni, ill. több gazdasági jogot szerettek volna a földműveseknek. A 20. század elején egyes vezetők már a politikai függetlenséget keresték. Az 1920-as évektől számítható utolsó szakaszban a kongresszus elfogadta Mohandász Karamcsand Gandhi erőszakmentes polgári engedetlenségen alapuló politikáját. A második világháború idején a Hagyjátok el Indiát Mozgalommal (Quit India Movement) érkezett el a csúcspont.
Pakisztán 1956-ig maradt a Korona gyarmata, amikor elfogadta első alkotmányát, Kelet-Pakisztán 1971-ben lett független Banglades néven.

## Művek a témában
- Brown, Judith M. Gandhi's Rise to Power: Indian Politics 1915–1922 (Cambridge South Asian Studies) (1974)
- MK Gandhi. My Experiments with Truth, szerkesztői jegyzet: Mahadev Desai (Beacon Press) (1993)
- Brown, Judith M., 'Gandhi and Civil Resistance in India, 1917–47', Adam Roberts és Timothy Garton Ash (szerk.), Civil Resistance and Power Politics: The Experience of Non-violent Action from Gandhi to the Present. c. művében. Oxford & New York: Oxford University Press, 2009. ISBN 978-0-19-955201-6.
- Jalal, Ayesha. The Sole Spokesman: Jinnah, the Muslim League and the Demand for Pakistan (Cambridge South Asian Studies) (1994)
- Majumdar, R.C.. History of the Freedom movement in India. ISBN 0-8364-2376-3
- Gandhi, Mohandas. An Autobiography: The Story of My Experiments With Truth. Boston: Beacon Press (1993). ISBN 0-8070-5909-9
- Sofri, Gianni. Gandhi and India: A Century in Focus, Janet Sethre Paxia (ford.), English edition translated from the Italian, Gloucestershire: The Windrush Press (1995–1999). ISBN 1-900624-12-5
- Gonsalves, Peter. Khadi: Gandhi's Mega Symbol of Subversion, (Sage Publications), (2012)
- Gopal, Sarvepalli. Jawaharlal Nehru – Volume One: 1889 – 1947 – A Biography (1975), standard scholarly biography
- Seal, Anil. Emergence of Indian Nationalism: Competition and Collaboration in the Later Nineteenth Century. London: Cambridge U.P. (1968). ISBN 0-521-06274-8
- Singh, Jaswant. Jinnah: India, Partition, Independence (2010)
- Chandra, Bipan, Mridula Mukherjee, Aditya Mukherjee, Sucheta Mahajan, K.N. Panikkar. India's Struggle for Independence. New Delhi: Penguin Books, 600. o. (1989). ISBN 978-0-14-010781-4
- Heehs, Peter. India's Freedom Struggle: A Short History. Delhi: Oxford University Press, 199. o. (1998). ISBN 978-0-19-562798-5
- Sarkar, Sumit. Modern India: 1885–1947. Madras: Macmillan Publishers, 486. o. (1983). ISBN 0-333-90425-7
- Wolpert, Stanley A. Jinnah of Pakistan (2005)
- Wolpert, Stanley A. Gandhi's Passion: The Life and Legacy of Mahatma Gandhi (2002)
- M.L.Verma Swadhinta Sangram Ke Krantikari Sahitya Ka Itihas (3 Volumes) 2006 New Delhi Praveen Prakashan ISBN 81-7783-122-4.
- Sharma Vidyarnav Yug Ke Devta : Bismil Aur Ashfaq 2004 Delhi Praveen Prakashan ISBN 81-7783-078-3.
- M.L.Verma Sarfaroshi Ki Tamanna (4 Volumes) 1997 Delhi Praveen Prakashan.
- Mahaur Bhagwandas Kakori Shaheed Smriti 1977 Lucknow Kakori Shaheed Ardhshatabdi Samaroh Samiti.
- South Asian History And Culture Vol.-2 pp. 16–36,Taylor And Francis group